# Alyssum canescens
Alyssum canescens är en korsblommig växtart som beskrevs av Dc. Alyssum canescens ingår i släktet stenörter, och familjen korsblommiga växter. Inga underarter finns listade i Catalogue of Life.